# Olivier Philippaerts
Olivier Philippaerts (Genk, 30 juli 1993) is een Belgisch springruiter. 

## Levensloop
In 2010 werd hij Europees kampioen springen (of jumping) bij de junioren. In 2011 won hij in duo met Nicola Philippaerts het Europees kampioenschap jumping voor jonge rijders. In mei 2012 werd hij in team met Ludo Philippaerts, Jos Lansink en Nicola Philippaerts derde in Rome voor de Italiaanse manche van de FEI Nations Cup 2012.
Hij was in 2012 de jongste winnaar ooit van de CSIO Spruce Meadows 'Masters' Tournament, een Canadees springtornooi waar de winnaar een miljoen Canadese dollar ontvangt.
Olivier Philippaerts is de tweelingbroer van Nicola Philippaerts en de zoon van Ludo Philippaerts, eveneens springruiters.